# Витихенау
Витихенау (на немски: Wittichenau; на горнолужишки: Kulow) е град в Германия, разположен в окръг Бауцен, провинция Саксония. Към 31 декември 2011 година населението на града е 5908 души.